# Lenticolare Minucciani
La lenticolare Minucciani fu una granata italiana nata per l'utilizzo con il lanciabombe Minucciani ed impiegata anche come bomba a mano dal Regio Esercito durante la prima guerra mondiale. Derivava dalla lenticolare M14 e fu introdotta in servizio nel 1916.

## Tecnica[1]
La lenticolare Minucciani è una granata dirompente offensiva, progettata per l'impiego tramite un lanciabombe rotativo automatico. La granata impiegava il corpo bomba della lenticolare M14, a forma di lente biconvessa, formato da due gusci in lamiera di ferro uniti per aggraffatura. Il tappo, con al centro il tubetto porta-miccia in rame, è in ottone e si avvita ad una flangia fissata al foro sul semiguscio superiore; sugli esemplari più tardi, è invece in ferro e si fissa ad incastro tramite due o tre denti. A differenza della M14, il tappo non è sporgente dal corpo bomba ma è piatto per permettere lo scorrimento nel tubo del lanciabombe, mentre al centro del guscio inferiore si trova un piolo di ferro che funge da guida nel tubo stesso. Il sistema di accensione a miccia è sostituito da una capocchia fosforosa sporgente dal tappo, che si accende automaticamente per sfregamento con il tubo del lanciabombe al momento del tiro ed è collegata al detonatore da una miccia da 8 secondi di ritardo. Il tappo con la capocchia sono coperti, durante il trasporto, da un coperchio in lamierino incollato con paraffina. Mentre le M14 venivano distribuite vuote ai reparti, le Minucciani erano caricate direttamente in arsenale con 180 grammi di nitranite.